# Фацио (Пескара)
Фацио (итал. Fazio) је насеље у Италији у округу Пескара, региону Абруцо.
Према процени из 2011. у насељу је живело 36 становника. Насеље се налази на надморској висини од 422 м.